# Pentti Linnosvuo
Pentti Tapio Akseli Linnosvuo, původně Lindroos (27. března 1933 Vaasa – 13. července 2010 Helsinky) byl finský sportovní střelec, specialista na pistolové disciplíny.
V letech 1952 až 1968 se zúčastnil pěti olympijských her. Stal se olympijským vítězem v libovolné pistoli na 50 metrů v roce 1956, v roce 1960 obsadil druhé místo na 25 m rychlopalnou pistolí a v roce 1964 zvítězil na 25 m rychlopalnou pistolí. Na mistrovství světa ve sportovní střelbě v roce 1954 vybojoval dvě bronzové medaile (v rychlopalné pistoli jednotlivců i družstev). Získal patnáct titulů mistra Finska ve střelbě.
V mládí se věnoval také lednímu hokeji, fotbalu a basketbalu. Vystudoval ekonomii na Helsinské univerzitě a pracoval v papírenské firmě Metsä Board. Působil jako střelecký trenér a v letech 1983 až 1999 byl předsedou Finské lovecké asociace. V roce 1998 získal odznak za zásluhy o finskou tělovýchovu.